# Oertzen-Gebirge

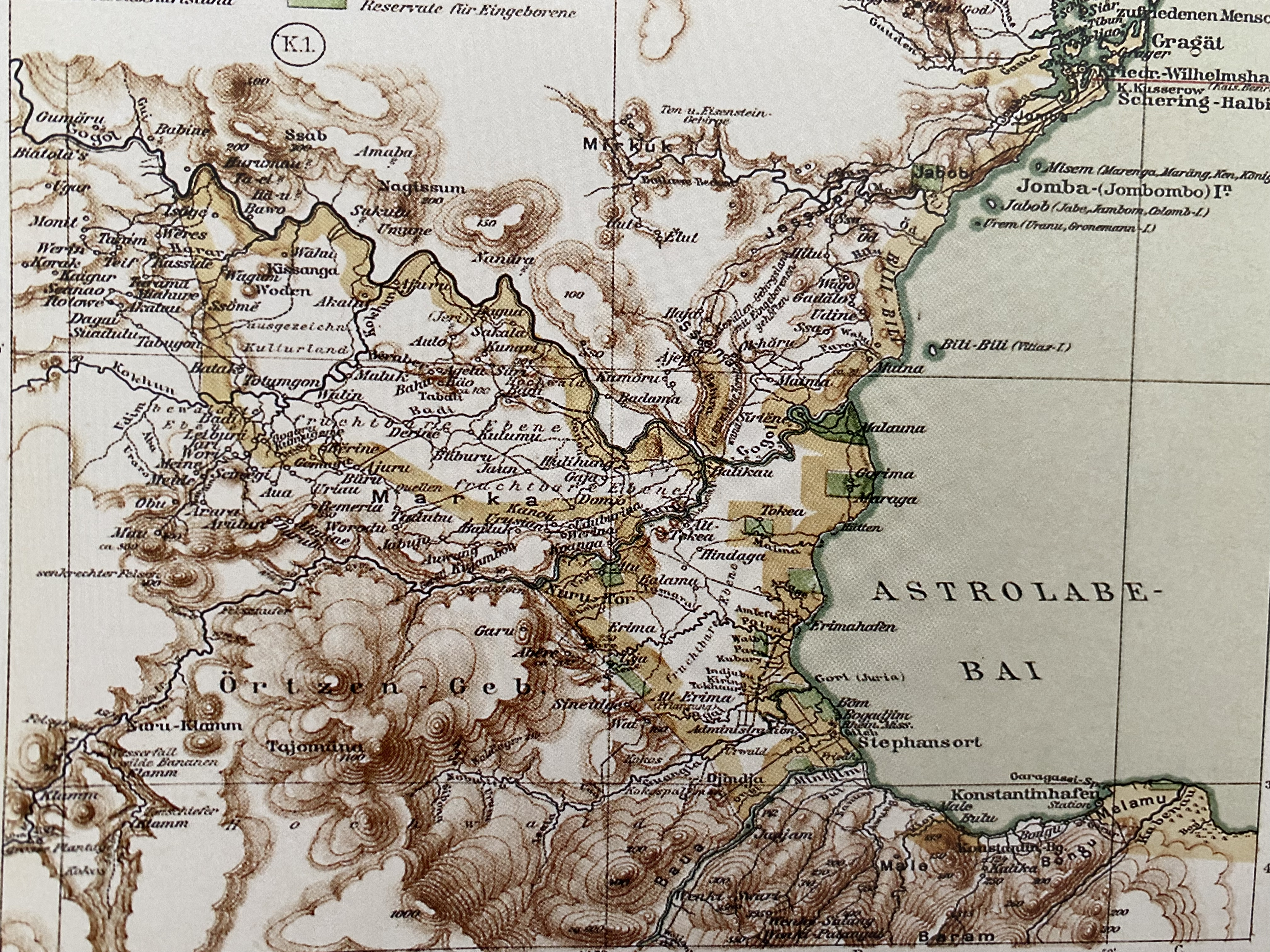
Kartenausschnitt der Astrolabe Bai und Umgebung aus dem Deutschen Kolonialatlas. Das Oertzen-Gebirge in der unteren Bildmitte.

Der Begriff Oertzen-Gebirge war während der deutschen Kolonialzeit die Bezeichnung für eine Bergkette im Landesinneren der Insel Neuguinea. Die Bergkette liegt im westlichen Hinterland der Astrolabe Bay in der Madang Province von Papua-Neuguinea und kann als nordwestliche Fortsetzung des Finisterre-Gebirges angesehen werden.
Die Bergkette liegt etwa 10 Kilometer östlich der Küste, war bereits in der Kolonialzeit von Plantagenwirtschaft geprägt und wurde auch von der von Stephansort ausgehenden Schmalspurbahn angefahren.
Ihren Namen bekam die Bergkette in der deutschen Kolonialzeit nach Gustav von Oertzen, kaiserlicher Kommissar in Deutsch-Neuguinea während der Kolonialzeit.
Der Begriff ist Oertzen-Gebirge ist heute nicht mehr gebräuchlich. Auch der anscheinend zum Ende bzw. nach der Kolonialzeit verwendete Name Tajomanna scheint nicht mehr in Gebrauch zu sein. Wie die Bergkette heute genannt wird, ist unklar.